# West of Scotland Championships 2009
Die West of Scotland Championships 2009 im Badminton fanden vom 17. bis zum 18. Oktober 2009 in Glasgow statt.

## Sieger und Platzierte
| Disziplin    | Gold                         | Silber                        | Bronze                             |
| ------------ | ---------------------------- | ----------------------------- | ---------------------------------- |
| Herreneinzel | Calum Menzies                | Stephen McPhail               | Gordon Hoggan                      |
| Herreneinzel | Calum Menzies                | Stephen McPhail               | Stuart Gilliland                   |
| Dameneinzel  | Rita Yuan Gao                | Helen McCombe                 | Fiona Archibald                    |
| Dameneinzel  | Rita Yuan Gao                | Helen McCombe                 | Frances Heslop                     |
| Herrendoppel | Jamie Neill Keith Turnbull   | Peter Hockey Duncan Leith     | David Forbes Stewart Kerr          |
| Herrendoppel | Jamie Neill Keith Turnbull   | Peter Hockey Duncan Leith     | Craig Lamb Mark MacKay             |
| Damendoppel  | Kathryn Graham Rita Yuan Gao | Emma Cook Caitlin Pringle     | Kirsten Geals Gillian Sloan        |
| Damendoppel  | Kathryn Graham Rita Yuan Gao | Emma Cook Caitlin Pringle     | Frances Heslop Viktoria Tsvetanova |
| Mixed        | Colin Hill Alison Laing      | Peter Hockey Lindsay Campbell | Calum Menzies Frances Heslop       |
| Mixed        | Colin Hill Alison Laing      | Peter Hockey Lindsay Campbell | Keith Turnbull Kirsten Geals       |